# ツヤプリシン
ツヤプリシン (Thujaplicin) は、1930年代にベイスギ (Thuja plicata) から単離された一連の関連する化合物である。α-ツヤプリシン、β-ツヤプリシン（ヒノキチオール）、γ-ツヤプリシンの3種類が存在する。これらは強い抗菌及び抗細菌活性があることが知られている。また強い抗酸化活性も持つことが知られている。